# Infant Annihilator
Infant Annihilator — британская метал-группа, основанная в 2012 году, из Кингстон-апон-Халл, Великобритания. За свою карьеру коллектив самостоятельно выпустил три студийных альбома и один EP. Начав со скоростного техничного дэткора, музыканты уже ко второму альбому, The Elysian Grandeval Galèriarch перешли к звучанию техничного дэт-метала. Также критики отмечали влияние на музыкальный стиль группы таких групп как Carcass, Cattle Decapitation и Cephalic Carnage. Тексты группы, изобилующие обсценной лексикой, сосредоточены вокруг пародийной критики Католической церкви или эпатажно обыгрывают такие темы, как антиклерикализм, педофилия, изнасилование и убийства.
Infant Annihilator часто упоминается именно как интернет-группа, однако сами участники неоднократно говорили о возможных гастролях. Тем не менее, за все время существования коллектив функционирует именно как студийный проект.

## История

### Формирование иThe Palpable Leprosy of Pollution(2012—2013 гг.)
Infant Annihilator были сформированы в 2012 году в Хессле недалеко от Кингстона-апон-Халла гитаристом Эдди Пикардом и барабанщиком Аароном Китчером. Название «Infant Annihilator» произошло от песни с тем же названием, которая была написана предыдущей группой Китчера As the Blessed Fall, и была выбрана как пародия на стереотипы о названиях дэт-металлистов. В интервью 2016 года они объяснили: «Мы хотели, чтобы названия песен и название группы были такими же преувеличенными, как наша музыка …»
Пикард и Китчер вместе писали и создавали домашние записи, используя программы для записи на компьютере Пикарда. Они написали, записали и отредактировали инструментальные треки для своего дебютного альбома The Palpable Leprosy of Pollution. После публикации инструментальных песен в сети, пара познакомилась в сети с американским вокалистом Дэном Уотсоном из Индианы, который обнаружил Infant Annihilator в Facebook. Пикард и Китчер были впечатлены его выступлением и попросили его исполнить вокал для альбома. Вскоре они начали набирать вирусную популярность в Интернете — она выросла примерно до 20 000 лайков в течение месяца — с выпуском видеоклипа на их песню «Decapitation Fornication».
После выпуска видео группа продвигала выпуск своего дебютного альбома The Palpable Leprosy of Pollution, который был выпущен 12 декабря 2012 года (12/12/12). Идея выпустить альбом 12/12/12 была предложена Уотсоном, и группа полюбила её. Однако Уотсон ретроспективно выразил сожаление по поводу такой даты выпуска, поскольку это заставило его торопиться с работой, чтобы альбом вышел вовремя, оставив его в конечном итоге недовольным конечным результатом своего вокала.
Уотсон покинул группу в конце 2013 года и публично объявил о своем уходе из группы 22 февраля 2014 года. Позже он объяснил, что покинул группу, потому что не чувствовал себя равным двум другими участниками, а также потому, что был расстроен из-за согласия Пикарда и Китчера подписать контракт, не посоветовавшись предварительно с его мнением. После его ухода Уотсон позже с гитаристом BJ Сэмпсоном сформировал вашингтонскую дэткор-группу Enterprise Earth.

### Новый вокалист иThe Elysian Grandeval Galèriarch(2014—2017)
В конце 2014 года, когда Китчер играл на ударных в британской группе Desolated во время их первого турне по США, Китчер впервые лично встретился с вокалистом Дики Алленом. В турне входила группа Traitors, которая привела с собой в тур Аллена, близкого друга. Слушание вокала Аллена лично убедило Китчера в том, что он хорошо подходит для группы. Infant Annihilator объявили в социальных сетях 1 июня 2016 года, что они пригласили Дики Аллена в качестве своего нового вокалиста.
Второй альбом Infant Annihilator The Elysian Grandeval Galèriarch был официально выпущен 29 июля 2016 года. Альбом Infant Annihilator первым попал в чарты, включая Billboard, попав в Top Heatseekers, Independent Albums, Top Album Sales, Top Rock Albums и Top Hard Rock Albums.

### The Battle of Yaldabaoth(2019 — настоящее время)
25 июля Infant Annihilator разместили на YouTube музыкальное видео на свой первый сингл «Three Bastards» вместе с датой выхода грядущего альбома, названием, обложкой, списком треков и информацией о предварительном заказе. Третий альбом группы The Battle of Yaldabaoth был выпущен 11 сентября.

## Состав
Текущий состав
- Аарон Китчер — ударные (2012-настоящее время)
- Эдди Пикард — гитара, бас-гитара (2012-настоящее время)
- Дики Аллен — вокал (2014-настоящее время)

Бывшие участники
- Дэн Уотсон — вокал (2012—2014)

## Дискография

### Студийные альбомы
| Год                                                 | Описание | Позиции в чартах | Позиции в чартах | Позиции в чартах | Позиции в чартах | Позиции в чартах | Позиции в чартах |
| Год                                                 | Описание | US Hard Rock     | US Rock          | US Top Sales     | US Ind.          | US Heat.         |                  |
| --------------------------------------------------- | --- | ---------------- | ---------------- | ---------------- | ---------------- | ---------------- | ---------------- |
| 2012                                                | The Palpable Leprosy of Pollution - Выпущен: 12 December 2012 - Лейбл: издан самостоятельно - Формат: CD, LP (ограниченное переиздание), цифровая дистрибуция | —                | —                | —                | —                | —                |                  |
| 2016                                                | The Elysian Grandeval Galèriarch - Выпущен: 29 July 2016 - Лейбл: издан самостоятельно - Формат: CD, CS, LP, цифровая дистрибуция                             | 7                | 22               | 90               | 14               | 4                |                  |
| 2019                                                | The Battle of Yaldabaoth - Выпущен: 11 September 2019 - Лейбл: издан самостоятельно - Формат: CD, 2xLP, цифровая дистрибуция                                  | 11               | 22               | 54               | 20               | 6                |                  |
| «—» означает, что альбом не вошел в указанный чарт. | |                  |                  |                  |                  |                  |                  |

### Мини-альбомы
- Mister Sister Fister: Re-Conception  (2024)